# Franco Interlenghi
Pour les articles homonymes, voir Interlenghi.
Franco Interlenghi est un acteur italien, né le 29 octobre 1931 à Rome (Italie) et mort le 10 septembre 2015 dans la même ville.

## Biographie

### Carrière
Franco Interlenghi commence sa carrière d'acteur en 1946, alors qu'il n'a que quinze ans, en étant le protagoniste du premier film néoréaliste italien, Sciuscià de Vittorio De Sica. Il y interprète le rôle d'un jeune garçon nommé Pasquale Maggi.
En 1952, il incarne le rôle de Mariolino Brusco dans Le Petit Monde de don Camillo. Au cours des années suivantes, avec son visage à la beauté juvénile et son jeu dramatique intense, il tourne pour de grands réalisateurs italiens, parmi lesquels Michelangelo Antonioni (Les Vaincus), Federico Fellini (I vitelloni), Mauro Bolognini (Les Jeunes Maris) et Mario Monicelli (Père et Fils), mais aussi français (Julien Duvivier, Claude Autant-Lara, Alain Cavalier…) et américains (Fred Zinnemann, Joseph L. Mankiewicz…). 
Luchino Visconti le met en scène au théâtre dans Mort d'un commis voyageur d'Arthur Miller.
Interlenghi a poursuivi sa carrière jusqu'aux années 2010 mais sans retrouver de rôle de premier plan.

### Mort
Il meurt le 10 septembre 2015 à Rome, à l'âge de 83 ans, et est incinéré.

### Vie privée
Franco Interlenghi épouse en 1955 l'actrice Antonella Lualdi (1931-2023) rencontrée sur le tournage des Vitelloni. De cette union sont nées deux filles : Antonella en 1960 et Stella en 1967, toutes deux actrices. Le couple a tourné une vingtaine de films ensemble (Pères et Fils, Les Garçons, Nos plus belles années, etc.) et est resté marié jusqu'à la mort d'Interlenghi.

## Filmographie partielle

### Cinéma

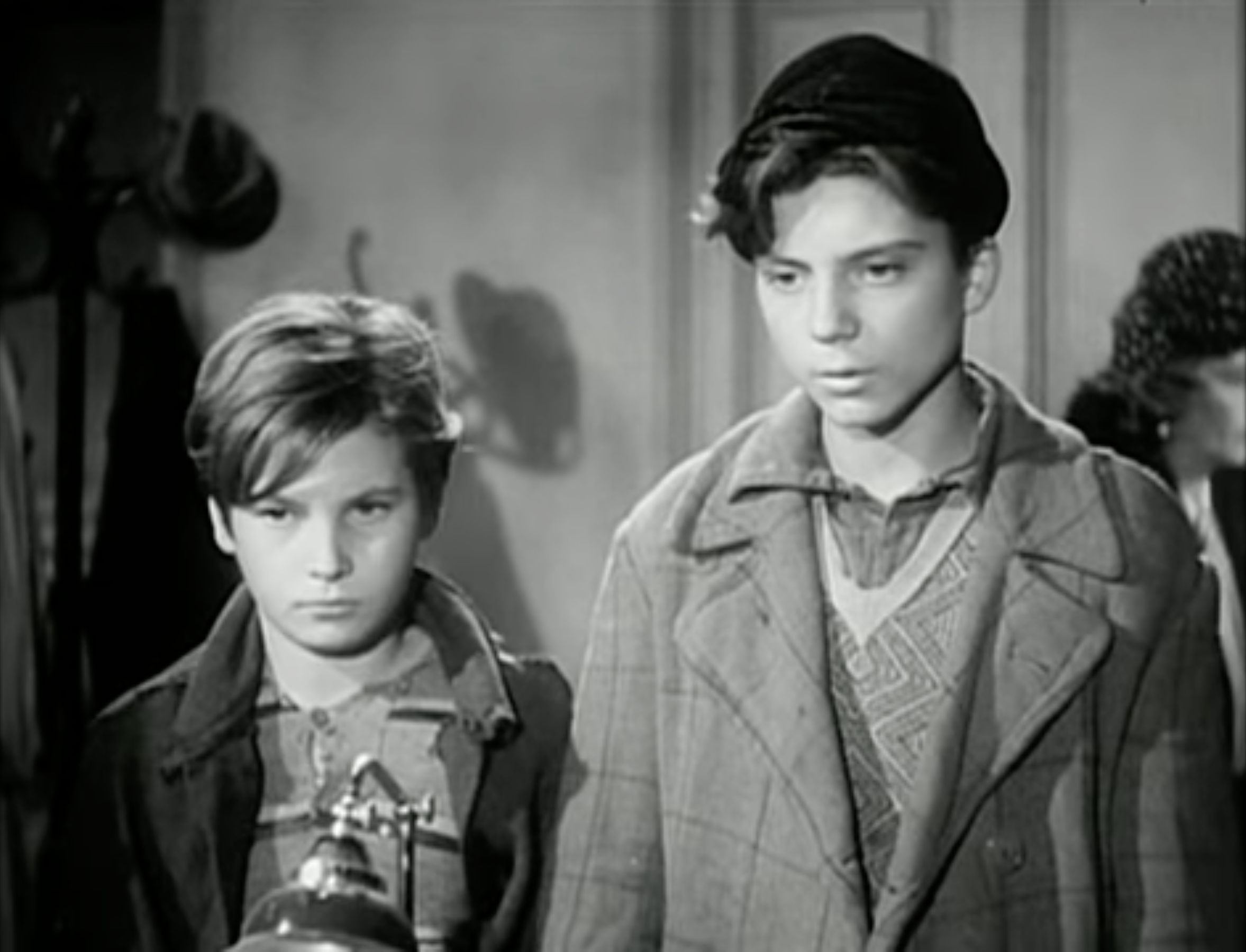
Franco Interlenghi (à droite) dans Sciuscià (1946)

- 1946 : Sciuscià de Vittorio De Sica
- 1949 : Fabiola d'Alessandro Blasetti
- 1950 : Dimanche d'août (Domenica d'agosto) de Luciano Emmer
- 1951 : Teresa de Fred Zinnemann
- 1951 : Paris est toujours Paris (Parigi è sempre Parigi) de Luciano Emmer
- 1952 : Le Petit Monde de don Camillo de Julien Duvivier
- 1952 : Jeunesse (Giovinezza) de Giorgio Pàstina
- 1953 : Les Héros du dimanche (Gli eroi della domenica) de Mario Camerini
- 1953 : Les Vitelloni (I vitelloni) de Federico Fellini
- 1953 : Chansons, chansons, chansons (Canzoni, canzoni, canzoni) de Domenico Paolella
- 1953 : Les Coupables de Luigi Zampa
- 1953 : L'Auberge tragique (Riscatto) de Marino Girolami
- 1953 : Les Vaincus (I Vinti) de Michelangelo Antonioni
- 1953 : The Story of William Tell de Jack Cardiff (court métrage)
- 1954 : Ulysse (Ulisse) de Mario Camerini
- 1954 : La Comtesse aux pieds nus de Joseph L. Mankiewicz
- 1954 : Amours d'une moitié de siècle (Amori di mezzo secolo) épisode L'amore romantico de Glauco Pellegrini
- 1955
- 1956 : Nos plus belles années (I giorni più belli) de Mario Mattoli
- 1956 : Totò, Peppino et les Hors-la-loi (Totò, Peppino e i fuorilegge) de Camillo Mastrocinque
- 1956 : Les Amoureux (Gli Innamorati) de Mauro Bolognini
- 1956 : Altair de Leonardo De Mitri
- 1957 : Pères et Fils de Mario Monicelli
- 1957 : La Cenicienta y Ernesto de Pedro L. Ramírez
- 1958 : En cas de malheur de Claude Autant-Lara
- 1958 : Les Jeunes Maris (Giovani mariti) de Mauro Bolognini
- 1958 : Le ciel brûle (Il cielo brucia) de Giuseppe Masini
- 1958 : La Main dans le sac (Polikuschaka) de Carmine Gallone
- 1958 : Cigarettes, Whisky et P'tites Pépées de Maurice Régamey
- 1959 : Le Général Della Rovere (Il generale Della Rovere) de Roberto Rossellini
- 1959 : Délit de fuite de Bernard Borderie
- 1959 : Les Garçons (La Notte Brava) de Mauro Bolognini
- 1959 : Match contre la mort de Claude Bernard-Aubert
- 1967 : Mise à sac d'Alain Cavalier
- 1967  : Cinéma et Réalité, documentaire de Clément Perron et Georges Dufaux
- 1968 : Columna de Mircea Drăgan
- 1975 : Tireur d'élite (La Polizia interviene: ordine di uccidere) de Giuseppe Rosati
- 1990 : L'Avare (L'avaro) de Tonino Cervi
- 1992 : L'urlo della verità de Stelvio Massi
- 1994 : L'Ours en peluche de Jacques Deray
- 1995 : Le Roi de Paris de Dominique Maillet
- 1998 : La rumbera de Piero Vivarelli : Castillo
- 2001 : Une longue, longue, longue nuit d'amour de Luciano Emmer
- 2002 : Jean XXIII, le pape du peuple de Giorgio Capitani : Mgr Giacomo Radini-Tedeschi
- 2005 : Romanzo criminale de Michele Placido
- 2010 : La bella società de Gian Paolo Cugno (it)

### Télévision
- 1988 : Un bambino di nome Gesù de Franco Rossi : Livio Rufo
- 1989 : Les Dossiers de l'inspecteur Lavardin, épisode Maux croisés de Claude Chabrol : Ruggero Anello
- 2000 : On n'a qu'une vie de Jacques Deray (téléfilm)